# Agathia obnubilata
Agathia obnubilata là một loài bướm đêm trong họ Geometridae.